# Jericho, Arkansas
Jericho là một thị trấn thuộc quận Crittenden, tiểu bang Arkansas, Hoa Kỳ. Năm 2010, dân số của thị trấn này là 119 người.

## Dân số
- Dân số năm 2000: 184 người.
- Dân số năm 2010: 119 người.